# 艾格勒蒙 (加尔省)
艾格勒蒙（法語：Aigremont，法語發音：[ɛɡʁəmɔ̃] ⓘ）是法国加尔省的一个市镇，位于该省中部偏西，属于阿莱斯区。

## 地理
艾格勒蒙（43°57'57"N, 4°7'21"E）面积12.55 平方千米，位于法国奧克西塔尼大區加尔省，该省份为法国南部沿海省份，南端濒地中海，北起顺时针与阿尔代什省、沃克吕兹省、罗讷河口省、埃罗省、阿韦龙省和洛泽尔省接壤。
与艾格勒蒙接壤的市镇（或旧市镇、城区）包括：多梅萨尔格、莱迪尼昂、莫雷萨尔格、穆莱藏、圣贝内泽、圣让德塞尔、圣泰奥多里、萨维尼亚尔格、蒙塔尼亚克。

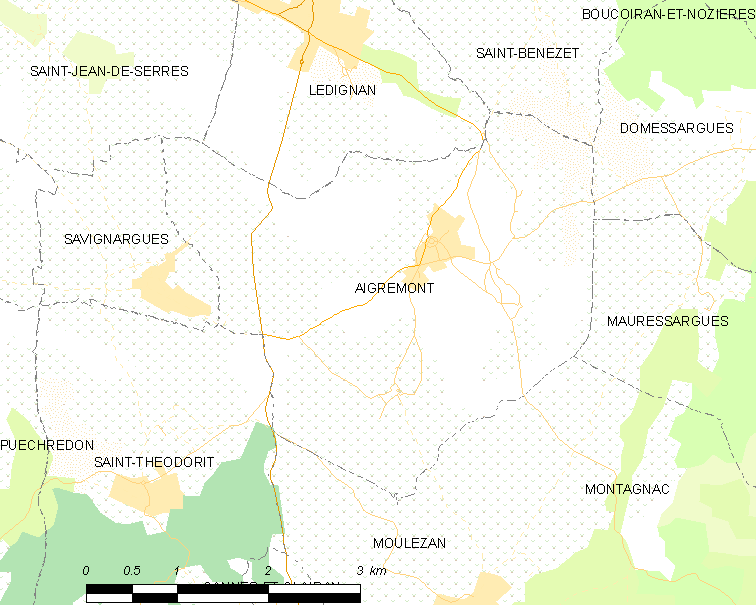
的OSM定位图

艾格勒蒙的时区为UTC+01:00、UTC+02:00（夏令时）。

## 行政
艾格勒蒙的邮政编码为30350，INSEE市镇编码为30002。

## 政治
艾格勒蒙所属的省级选区为基萨克县。

## 人口

1962-2008年间人口变化图示

艾格勒蒙于2022年1月1日时的人口数量为777人。